# The Day She Paid
The Day She Paid er en amerikansk stumfilm fra 1919 af Rex Ingram.

## Medvirkende
- Francelia Billington som Marion Buckley
- Charles Clary som Warren Rogers
- Harry von Meter som Leon Kessler
- Lillian Rich som Ardath
- Nancy Caswell som Betty